# 스먼구

스먼 구의 위치

스먼구(한국어: 석문구, 중국어: 石門區, 병음: Shímén Qū)는 중화민국 신베이시의 구이다. 넓이는 51.2645km2이고, 인구는 2015년 8월 기준으로 12,645명이다.

## 지리
스먼 향은 신베이시 북단에 위치하고, 동쪽은 진산 구와, 서쪽은 싼즈 구와, 남쪽은 타이베이시 스린 구 주쯔 호(竹子湖)와 각각 접하고, 북쪽은 바다에 접하고 있다.

## 역사
스먼의 명칭은 청초 1694년에 정개극에 의해 저술된 《복건통지(福建通志)》권 5 산천지의 '석문산, 기간석서, 일석중공여원문, 고명(石門山、旗干石西、一石中空如圓門、故名)'의 기술에서 처음 등장한다. 도동에 석문신장(石門迅莊)으로 개칭되어 호미 수귀영에 속했다. 1871년에는 《담수청지(淡水廳誌)》 안에서 해안석문(海岸石門)이 '담수외팔경'으로 꼽히고 있다. 일본 통치 시대의 1920년, 타이완에 가장제(街庄制)가 시행되어 스먼 지역은 세키몬 장(石門庄)으로 명명되었다. 1934년, 해식작용으로 형성된 스먼 동굴이 천연기념물로 지정되었다. 전후에 스먼 향으로 개편되어 현재에 이르고 있다.

## 같이 보기
- 신베이시